# Barry Trost

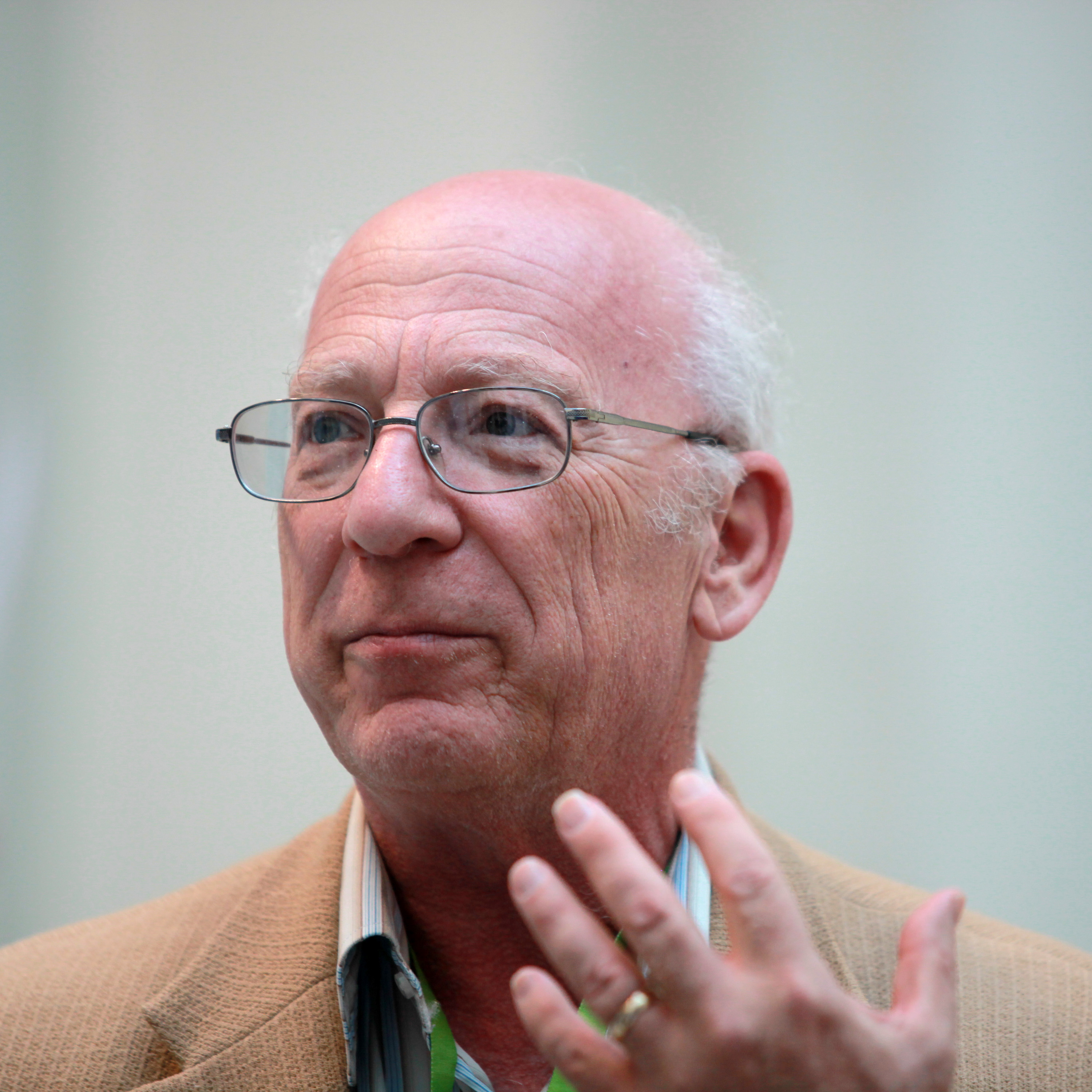
Barry M. Trost (Juni 2012)

Barry M. Trost (* 13. Juni 1941 in Philadelphia) ist ein US-amerikanischer Chemiker und Professor für Chemie an der Stanford University. Neben zahlreichen Beiträgen zur Organischen Chemie ist er bekannt als Begründer des Konzeptes der Atomökonomie.

## Leben und Werk
Er studierte an der University of Pennsylvania. Für seine Dissertation über Die Struktur und Reaktivität von Enolat-Anionen wechselte er an das Massachusetts Institute of Technology in die Arbeitsgruppe von Herbert O. House. Er war von 1965 bis 1987 Professor an der University of Wisconsin und wechselte dann an die Stanford University.
Die Tsuji-Trost-Reaktion und der Trost-Ligand sind nach ihm benannt. Er gehört nach eigenen Angaben zu den 50 am häufigsten zitierten Chemikern der Welt.
Der Forschungsschwerpunkt liegt auf der Synthese, wobei die Entwicklung neuer Reaktionen und Reagenzien sowie die Entwicklung eines Netzwerks von Reaktionen (siehe auch Tandem-Reaktion), um aus einfachen Molekülen komplexe Zielmoleküle aufzubauen. Für die Entwicklung neuer Reaktionen wird die Route der sogenannten Chemie-Enzyme verfolgt, das sind nicht-peptidische übergangsmetallbasierte Katalysatoren mit chemo-, regio- und enantioselektiven Eigenschaften. Zielmoleküle sind unter anderem durch Metallkatalyse hergestellte Ringverbindungen mit mehr als sechs Ringgliedern.

## Ehrungen, Preise und Mitgliedschaften (Auswahl)
- 1967–69: Alfred P. Sloan Foundation Fellow
- 1977: ACS Award in Pure Chemistry
- 1980: Mitglied der National Academy of Sciences
- 1981–82: Centenary Lecturer der Royal Society of Chemistry
- 1982: Mitglied der American Academy of Arts and Sciences
- 1983: Medal of the University of Helsinki
- Preis der Alexander von Humboldt-Stiftung
- 1989: Arthur C. Cope Scholar Award
- 1990: Paul Janssen Prize for Creativity in Organic Synthesis
- 1994: Ehrendoktorwürde der Universität Lyon
- 2001: Yamada Prize
- 2002: Nobel Laureate Signature Award for Graduate Education der American Chemical Society
- 2013: Ryōji-Noyori-Preis
- 2014: Tetrahedron-Preis
- 2014: August-Wilhelm-von-Hofmann-Denkmünze
- 2015: Linus Pauling Award
- 2020: Sir Derek H. Barton Gold Medal

## Veröffentlichungen (Auswahl)
Fachbücher
- M. L. Crawley, B. M. Trost: Applications of Transition Metal Catalysis in Drug Discovery and Development. John Wiley & Sons, 2012, ISBN 1-118-30983-9 eingeschränkte Vorschau in der Google-Buchsuche
- B. M. Trost: Stereocontrolled Organic Synthesis. Blackwell Scientific Publications, 1994, ISBN 0-86542-833-6
- B. M. Trost, M. F. Semmelhack, I. Fleming: Comprehensive Organic Synthesis: Additions to and Substitutions at C-C Pi-Bonds. Verlag Elsevier, 1991, ISBN 0-08-040595-9 eingeschränkte Vorschau in der Google-Buchsuche
- B. M. Trost: Problems in Spectroscopy, W.A. Benjamin Co., 1977
- B. M. Trost, L. S. Melvin: Sulfur Ylides – Emerging Synthetic Intermediates, Academic Press, 1975, ISBN 0-12-701060-2

Fachartikel
- B. M. Trost, K. Hirano: Highly Stereoselective Synthesis of α-Alkyl-α-Hydroxycarboxylic Acid Derivatives Catalyzed by a Dinuclear Zinc Complex. In: Angewandte Chemie (International edition). Band 51, Nummer 26, Juni 2012, S. 6480–6483, doi:10.1002/anie.201201116. PMID 22644705.
- B. M. Trost, G. Dong: Total synthesis of bryostatin 16 using atom-economical and chemoselective approaches. In: Nature. Band 456, Nummer 7221, November 2008, S. 485–488, doi:10.1038/nature07543. PMID 19037312. PMC 2728752 (freier Volltext).
- B. M. Trost: Asymmetric catalysis: an enabling science. In: Proceedings of the National Academy of Sciences. Band 101, Nummer 15, April 2004, S. 5348–5355, doi:10.1073/pnas.0306715101. PMID 14990801. PMC 397384 (freier Volltext). (Review).
- B. M. Trost: The atom economy–a search for synthetic efficiency. In: Science. Band 254, Nummer 5037, Dezember 1991, S. 1471–1477, PMID 1962206.
- B. M. Trost: Sculpting horizons in organic chemistry. In: Science. Band 227, Nummer 4689, Februar 1985, S. 908–916, PMID 3969569.
- B. M. Trost: Selectivity: a key to synthetic efficiency. In: Science. Band 219, Nummer 4582, Januar 1983, S. 245–250, doi:10.1126/science.219.4582.245. PMID 17798254.